# خان الصابون

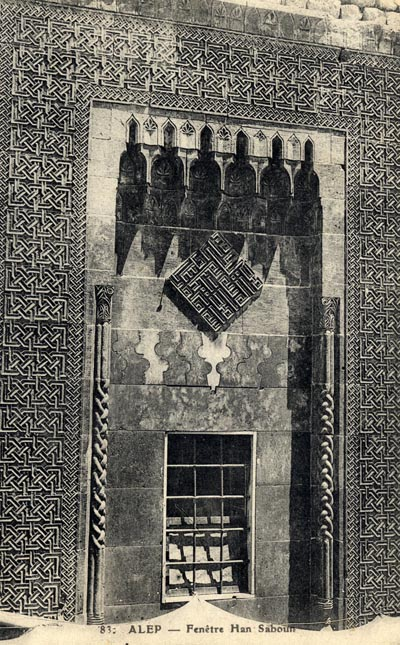
نافذة في خان الصابون- حلب- سوريا- عام 1900.

خان الصابون أحد خانات حلب، ويقع في سوق المدينة، أنشأه السلطان المملوكي الأمير (ازدمر) أواخر القرن التاسع الهجري .